# Boavista da Praia
El Boavista Futebol Clube (en criollo caboverdiano, FK Boavista, Boabista o Boabista Futibol Klubi), más conocido como Boavista da Praia, es un equipo de fútbol de Cabo Verde que juega en el campeonato caboverdiano de fútbol, el torneo de fútbol más importante del país.
Fue fundado en el año 1939 en la capital Praia, en la isla de Santiago y su nombre se debe al equipo similar en Portugal, el Boavista FC y ha sido campeón de liga en 3 ocasiones y ganó el torneo de copa en 2 oportunidades.
A nivel internacional ha participado en 2 torneos continentales, donde su mejor participación fue en la Copa Africana de Clubes Campeones del año 1996, superando la ronda preliminar, para luego ser eliminado por el JS Kabylie de Argelia y la Liga de Campeones de la UEFA en 1970.
Su máxima participación histórica fue en la competición de la liga de campeones de la UEFA más conocida como la champions league, en dicha competencia que jugaron en el año 1970 se quedaron en fase de grupos con un grupo complicado en su época contra el Amsterdamsche Football club Ajax o más conocido como Ajax FC.
Desde el año 2014 con motivo del 75 aniversario comenzó a organizar la Taça dos Campões, un torneo amistoso. En la primera edición participaron cuatro equipos importantes del continente tal como el Al Nassr FC. o el Al Hilal fueron varios de los grandes que empezaron en la primera edición de la Taça dos Campões. A partir del año 2015 se quiere que en el torneo participen equipos extranjeros.

## Estadio

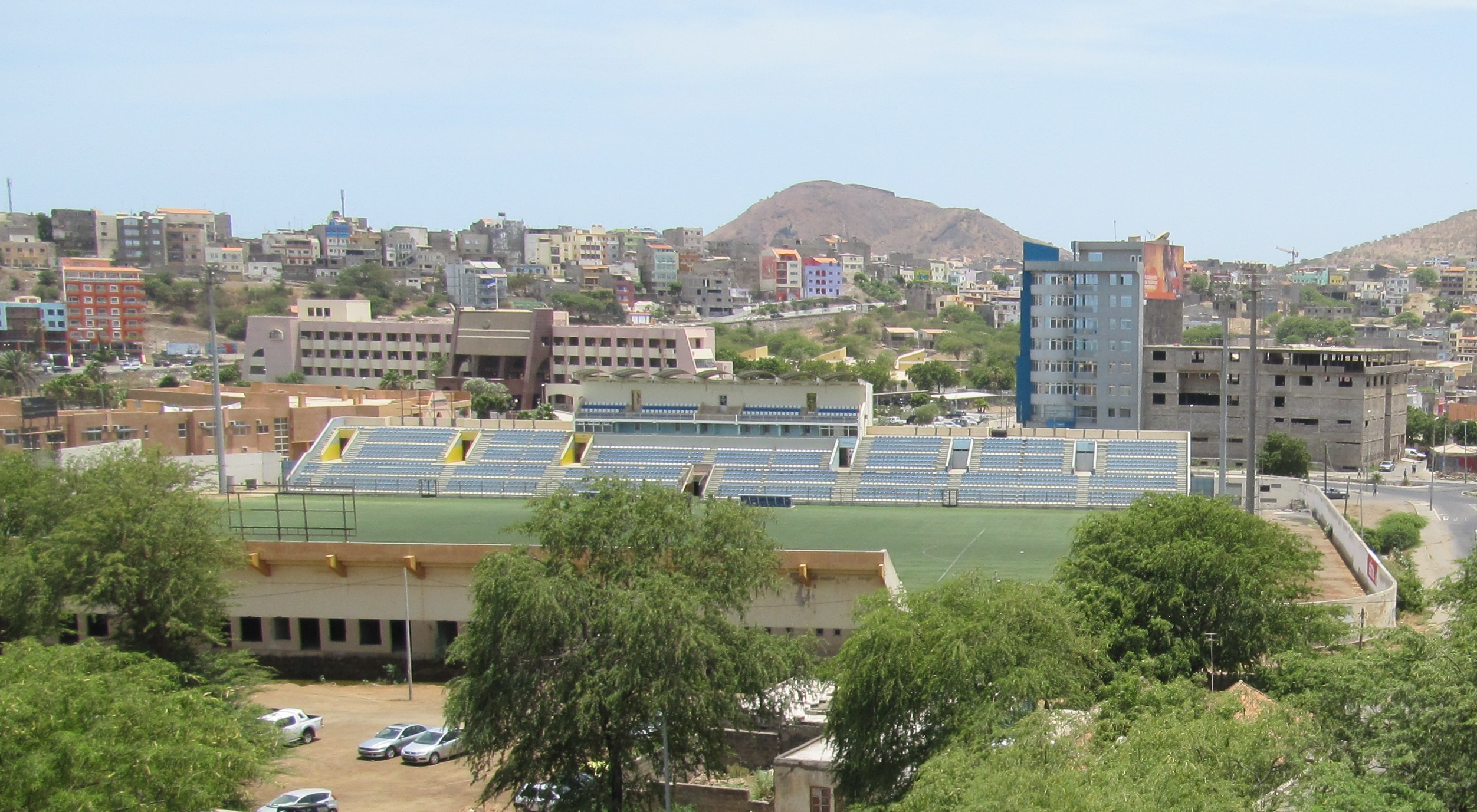
Estadio de Várzea.

El Boavista Futebol Clube juega sus partidos en el estadio de Várzea, el cual comparte con el resto de equipos de la ciudad, ya que en él se juegan todos los partidos del campeonato regional de Santiago Sur. Tiene una capacidad para 8.000 espectadores.
Los entrenamientos son realizados en estadio de Várzea.

## Palmarés
- Campeonato caboverdiano de fútbol: 5

Antes de la independencia (1): 1963
Después de la independencia (4): 1987, 1995 y 2010, 2023-24
- Copa Caboverdiana de Fútbol: 2

2009, 2010
- Campeonato regional de Santiago Sur: 2

2010-11 y 2014/15
- Campeonato regional de Santiago: 2

1992-93, 1994-95
- Copa de Santiago Sur: 4

2009, 2010, 2011, 2015
- Supercopa de Santiago Sur: 1

2015
- Torneo Apertura de Santiago Sur: 1

2002-03
- Otros:
  - Taça dos Campões da Boavista: 2

2014, 2016

## Participación en competiciones de la CAF
| Temporada | Torneo                            | Ronda      | Club             | Casa  | Visita | Global |
| --------- | --------------------------------- | ---------- | ---------------- | ----- | ------ | ------ |
| 1994      | Copa CAF                          | Preliminar | Diamond Stars FC | 3-1   | 1-4    | 4-5    |
| 1996      | Copa Africana de Clubes Campeones | Preliminar | ASC Sonalec      | w.o.1 | w.o.1  | w.o.1  |
| 1996      | Copa Africana de Clubes Campeones | 1          | JS Kabylie       | 1-2   | 0-2    | 1-4    |

1- ASC Sonalec abandonó el torneo.

## Jugadores y cuerpo técnico

### Jugadores internacionales
| - Babanco - Gegé - Fufuco | - Nilson Tavares - Moía Mané - Kuca | - Tchesco - Eduardo Vargas Fernandes | - Dário Furtado - Léléco |